# Skibhusene
Skibhusene er et lille landsbysamfund i Odense, der har givet navn til Skibhuskvarteret. Skibhusene ligger for enden af Skibhusvej, hvor den gamle Odense Kanal ender.
Skibhusene er de facto vokset sammen med Skibhuskvarteret, men områdets historiske særpræg er dog bibeholdt, bl.a. grundet Odense Kommunes lokalplan for området. Trods sin afsides beliggende 4 kilometer nordøst for centrum, ligger Skibhusene alligevel i postdistriktet 5000 Odense C.